# 建築四書
《建築四書》（義大利語：I Quattro Libri dell’Architettura）是由安德烈亚·帕拉迪奥撰寫的建築學巨作。這本書可以說是古希臘羅馬與文藝復興建築論文總結，全書包括218張全頁的木刻插圖。帕拉第奧於1555年開始本書的撰寫工作，並且由當時歐洲大陸最優秀的畫家、雕塑家和建築師的帮助下用20餘年的時間完成。《建築四書》普遍被認為是人類最偉大的建築著作。該書於1570年出版並在威尼斯印刷。
《建築四書》是人類史上首次就建築規範與美學法則提出系統性析論的集大成之作。並且於出版後被翻譯成多種語言而廣為流傳，其中所論及的建築範例設計與構想為日後的建築界帶來了無比的影響並且深刻的啟發涉入了諸多建築典範的建構。在未來500年的時光中全世界的建築師與設計師受到了這本書影響。文藝復興式的和諧與理性理念，與自然環境與景觀中所蘊藏的韻律和美學原理互相呼應。便交織演化成了我們所習稱的帕拉第奧風格。
1570年首版《建築四書》共有7個機構圖書館收藏，分別為台灣的國家圖書館、劍橋大學圖書館、美國國會圖書館、英國皇家藝術學院、大英圖書館、早稻田大學圖書館以及美國羅徹斯特圖書館。